# 埃森海軍上將號巡邏艦
埃森海軍上將號巡邏艦（羅馬化：Admiral Essen），是一艘俄羅斯海軍的巡防艦，屬於第二艘11356級護衛艦項目格里戈洛維奇海軍上將級巡防艦，2011年間在加里寧格勒建造，以第一次世界大戰期間的波羅的海艦隊司令、俄羅斯帝國艦隊海軍上將尼古拉·奧托維奇·埃森（1860年－1915年）的名字命名。這艘船是黑海艦隊第30水面艦艇師的成員。

## 歷史
埃森海軍上將號護衛艦於2011年7月8日在加里寧格勒的揚塔爾造船廠建造，序列號01358。2014年11月7日護衛艦下水。起初舷號為751，自2017年10月起改為490。該艦攻擊武器是3S14萬能發射器。當投入使用時，發射器能夠使用3M-54、SS-N-26球果飛彈、鋯石飛彈。

### 測試
2015年10月28日，埃森海軍上將號開始進行船舶試驗。2015年11月5日首次出海。2016年1月30日開始狀態測試。
2016年3月23日，作為試驗的一部分，埃森海軍上將號離開波羅的海艦隊列寧格勒海軍基地，出海進行向北方艦隊的跨海軍過渡。2016年4月4日埃森海軍上將號抵達北方艦隊。其為庫拉科夫中將號大型反潛艦所率領的分隊成員，從東北大西洋地區移動時，船員們進行了聯合機動，檢查了通信系統，以及作為船舶的導航和無線電設備。作為測試的一部分，埃森海軍上將號在巴倫支海使用各種武器系統進行了實彈射擊。2016年4月15 日完成狀態測試。
埃森海軍上將號原定於2016年5月26日移交俄羅斯海軍。然而，在移交前一天，宣布需要進行額外測試。2016年6月7日，埃森海軍上將號正式移交艦隊和升起海軍旗幟。

## 服役
2016年10月16日，埃森海軍上將號離開波羅的斯克，從波羅的海過渡到黑海艦隊，並在塞瓦斯托波爾永久服役。然而，由於船的螺旋槳轉向組損壞，過渡沒有進行。埃森海軍上將號轉到揚塔爾波羅的海造船廠浮船塢進行維修。2016年12月23日，據報導稱，埃森海軍上將號維修完成，該艦返回波羅的斯克。按計劃，這艘護衛艦將留在波羅的海直到 2017年春天。2017年3月上旬，埃森海軍上將號與機智號警衛護衛艦一起成功向波羅的海海上目標發射火砲，並於2017年4月28日開始從波羅的海艦隊過渡，永久部署於黑海艦隊。2017年5月5日，埃森海軍上將號加強俄羅斯海軍在地中海的永久聯繫，其穿過直布羅陀海峽到達地中海。

### 敘利亞內戰
2017年5月、6月和9月，埃森海軍上將號在俄羅斯軍隊在敘利亞的行動期間，這艘船在伊斯蘭國武裝份子的藏身處發射了3M-54巡航導彈。
2017年7月5日，埃森海軍上將號在離開波羅的海，並作為俄羅斯海軍在地中海的常設特遣部隊成員執行戰鬥任務後，抵達塞瓦斯托波爾。2017年7月9日，埃森海軍上將號離開塞瓦斯托波爾，前往敘利亞海岸，在那裡加入俄羅斯軍艦群。2017年7月30日，埃森海軍上將號參加了俄羅斯在敘利亞塔爾圖斯的海軍閱兵。2017年9月21日，黑海艦隊新聞處報導稱，埃森海軍上將號作為俄羅斯海軍在地中海的常設特遣部隊的一部分，其在完成任務後返回塞瓦斯托波爾。2017年9月22日，埃森海軍上將號抵達塞瓦斯托波爾。2018年3月13日，埃森海軍上將號離開塞瓦斯托波爾前往地中海。

### 2022年俄烏戰爭
埃森海軍上將號參與2022年俄烏戰爭。2022年3月，其在烏克蘭戰爭期間對敖德薩展開轟炸。烏克蘭最高拉達議員阿列克謝·貢恰連科根據他在烏克蘭武裝部隊的消息來源表示，4月3日埃森海軍上將號被烏克蘭軍方擊損，但烏克蘭武裝部隊總參謀部沒有正式宣布這一點。烏克蘭總統辦公室主任顧問阿列克謝·阿列斯托維奇在4月5日的簡報會上也表示，烏克蘭武裝部隊擊毀了埃森海軍上將號。烏克蘭官方並沒有說明烏克蘭武裝部隊使用哪些武器襲擊埃森海軍上將號，烏克蘭非政府組織活着回來主席塔拉斯·奇穆特在Twitter暗示與烏克蘭海王星巡航導彈有關。而俄羅斯國防部表示埃森海軍上將號無損，其在4月12日發表新聞稿，稱埃森海軍上將號摧毀了烏克蘭的拜卡「旗手」TB2無人機。而埃森海軍上將號母港附近居民事後在埃森海軍上將號回航時拍摄的照片顯示，埃森海軍上將號沒有任何受襲擊的痕跡。